# Međunarodna hokejska liga
Međunarodna hokejska liga (eng. International Hockey League, skr. IHL) regionalno je klupsko natjecanje u hokeju na ledu, primarno u organizaciji Hokejaškog saveza Slovenije.

## Povijest
U sezoni 2017./18. Hokejaški savez 
Slovenije osnovao je Međunarodnu hokejsku ligu (IHL) – natjecanje u koje su se mogli prijaviti zainteresirani regionalni klubovi. IHL je osnovan kao nasljednica nekoliko liga, između ostalih Interlige, Panonske i Slohokej lige. Razvijanjem lige po istomu načelu ustrojeno je i žensko natjecanje (WIHL).

## Prvaci iz Hrvatske
- 2017./18.: KHL Medveščak

## Hrvatski predstavnici
| Klub      | Grad    | Dvorana              | Kapacitet | Osnovan |
| Seniori   | Seniori | Seniori              | Seniori   | Seniori |
| --------- | ------- | -------------------- | --------- | ------- |
| Medveščak | Zagreb  | Admiral Ice Dome     | 850       | 1961.   |
| Mladost   | Zagreb  | Dvorana Velesajam    | 500       | 1946.   |
| Zagreb    | Zagreb  | Dvorana Velesajam    | 500       | 1982.   |
| Sisak     | Sisak   | Ledena dvorana Zibel | 1960      | 1934.   |

## WIHL (hrvatski predstavnici, 2023./24.)
| Klub      | Grad     | Dvorana              | Kapacitet | Osnovan  |
| Seniorke  | Seniorke | Seniorke             | Seniorke  | Seniorke |
| --------- | -------- | -------------------- | --------- | -------- |
| HK Siscia | Sisak    | Ledena dvorana Zibel | 1960      | 2015.    |

## Vanjske poveznice
- https://www.eurohockey.com/league/1510-ihl--international-hockey-league.html
- https://hokej.si/